# 11-я армия (Германская империя)
Не следует путать с 11-й немецкой армией во Второй мировой войне
11-я армия (нем. 11. Armee) — германская армия, принимавшая участие в Первой мировой войне.

## Боевой путь
11-я армия была сформирована в начале 1915 года. Короткое время принимала участие в боях на Западном фронте, в частности, участвовала в войсковых операциях в районе города Ипра. 22 апреля была переброшена на Восточный фронт южнее Вислы и вместе с 4-й австрийской армией под общим командованием германского генерал-фельдмаршала Августа Макензена приняла участие в Горлицком прорыве.
В июне 1915 года армия сражалась в ходе Второго Томашовского и Таневского сражений.
В июле 1915 года 11-я армия вела наступательные бои на территории Российской империи.
Состав на начало июля 1915 г.: германский Гвардейский корпус (1-я и 2-я гвардейские дивизии),
германский 10-й армейский корпус (19-я и 20-я пехотные дивизии),
германский 22-й резервный корпус (43-я (одна бригада) и 44-я резервные дивизии),
австро-венгерский 6-й армейский корпус (12-я пехотная и 39-я гонведная пехотная дивизии),
германская 22-я пехотная дивизия,
германская 101-я пехотная дивизия,
германская 105-я пехотная дивизия,
германская 119-я пехотная дивизия,
германская гвардейская кавалерийская дивизия.
В период 9 — 22 июля 1915 г. армия участвовала в Люблин-Холмском сражении.
Военные действия армии на Восточном фронте продолжались до перемирия, подписанного в 1917 году, после чего армия опять была переброшена на Западный фронт, где в 1918 году приняла участие в весеннем наступлении немецко-австрийских войск. После капитуляции Германии в ноябре 1918 года, армия была расформирована.